# Slåttjärnen (Sundsjö socken, Jämtland)
Slåttjärnen är en sjö i Bräcke kommun i Jämtland och ingår i Ljungans huvudavrinningsområde. Sjön har en area på 0,0357 kvadratkilometer och ligger 370,4 meter över havet. Sjön avvattnas av vattendraget Idbäcken.

## Delavrinningsområde
Slåttjärnen ingår i det delavrinningsområde (699134-147161) som SMHI kallar för Utloppet av Börsjön. Medelhöjden är 356 meter över havet och ytan är 16,73 kvadratkilometer. Det finns inga avrinningsområden uppströms utan avrinningsområdet är högsta punkten. Idbäcken som avvattnar avrinningsområdet har biflödesordning 3, vilket innebär att vattnet flödar genom totalt 3 vattendrag innan det når havet efter 213 kilometer. Avrinningsområdet består mestadels av skog (75 procent). Avrinningsområdet har 1,38 kvadratkilometer vattenytor vilket ger det en sjöprocent på 8,3 procent.